# 石川真央
辻　真央（つじ　まお、1987年12月2日 - ）は日本の女性ファッションモデル。東京都出身。イプシロン所属。
趣味は料理、バレエ、水泳、ピアノ、ドラム、漫画。特技は、英会話（留学経験あり）、クラシックバレエ。資格として、アートワークセラピスト、ヘルパー2級を取得している。
好きな動物は猫。

## 主な出演

### 雑誌
- InRed
- 資生堂ムック「SABFA'S MAKE-UP」
- 読売新聞「KIREI」

### CM
- ブリティッシュアメリカンタバコ「glo hyper」
- 資生堂「FWB 体験篇」
- 日産 80 周年記念
- サントリー「ゲータレードラン」
- Orange(イスラエル)
- いわきワシントンホテル椿山荘
- 資生堂「トレインチャンネル」
- 資生堂「URARA」(中国)
- 資生堂「専科 パーフェクトホイップ」
- 資生堂「専科 パーフェクトホワイトクレイ」 • 資生堂「専科 マインドフルネス美容」
- コカコーラ「あなたはもうのんだ?夏篇」
- 日産 リーフ「一泊二日試乗 篇」
- サントリー緑茶 伊右衛門 特茶「特茶プログラム 篇」

### ドラマ
- 「閲覧注意私ノ最後ヲ見テクダサイ」BeeTV

### 映画
- 「 BRIGHT AUDITION 」- 草野ミユキ役

### 広告
- 東京ガス 「MISTY じゅわとろ篇」(VP)
- 資生堂「FWB 体験篇」(VP・WEB)
- 富士通「FMV my cloud」(WEB・店頭)
- 資生堂「おしゃれイズム」(インフォマーシャル)
- 資生堂「マシェリ」(WEB)
- 資生堂「美容の情報」(WEB)
- 資生堂「12ヶ月の美人暦」
- dTVターミナル(VP)
- 東芝「REGZA」(グラフィック)

### カタログ
- ZOZOTOWN
- magaseek(WEB)
- POINT「turno jeana」(WEB)
- LA BOO(WEB)
- Robita
- nano universe
- BEAMS(WEB)
- KAZEN MEDICAL 2017

## 参考
- “戸惑う外国人に、すし屋店員が粋な行動”.   yahoo (2013年6月24日). 2013年6月9日閲覧。
- “資生堂 FWB フルメーク ウォッシャブル ベース 「体験」篇 蒼井優 石川真央”.   CMwatch (2013年11月21日). 2013年11月21日閲覧。